# Eduardo Quintanilla
Santiago Eduardo Quintanilla Ureta (* 30. Juli 1948) ist ein ehemaliger chilenischer Fußballspieler, der auf der Position eines Mittelfeldspielers eingesetzt wurde.

## Karriere
Eduardo Quintanilla begann seine Karriere beim CSD Colo-Colo und wechselte nach einer Station bei Deportes Ovalle zum CD Palestino, mit dem er 1972 Meister der Segunda División wurde. Anschließend spielte er in Honduras für CD Motagua sowie CD Olimpia, in El Salvador für den Club Deportivo Águila und in Costa Rica für den AD San Carlos, mit dem er zwei Mal die Segunda División de Costa Rica gewann. 1982 beendete er infolge eines schweren Autounfalls seine Karriere.

## Erfolge
Palestino
- Meister der Segunda División: 1972

San Carlos
- Meister der Segunda División de Costa Rica: 1977, 1978